# Liste des saints du XIe siècle

Cette liste concerne les saints et les bienheureux, reconnus comme tels par l'Église catholique, ayant vécu au XIe siècle.

## Années 1000

### Année 1003
| No. | Image      | Nom                     | Dates                 | Informations   |
| --- | ---------- | ----------------------- | --------------------- | -------------- |
| 1   | sans cadre | Saint Grégoire de Narek | entre 945 et 951-1003 | moine arménien |

### Année 1004
| No. | Image      | Nom                   | Dates                 | Informations                                                   |
| --- | ---------- | --------------------- | --------------------- | -------------------------------------------------------------- |
| 1   | sans cadre | Saint Abbon de Fleury | entre 940 et 945-1004 | moine bénédictin et abbé de l'Abbaye de Saint-Benoît-sur-Loire |
| 2   |            | Saint Adérald         | † 1004                | chanoine et archidiacre de Troyes                              |

### Année 1006
| No. | Image      | Nom                     | Dates  | Informations                         |
| --- | ---------- | ----------------------- | ------ | ------------------------------------ |
| 1   | sans cadre | Saint Fulcran de Lodève | † 1006 | moine bénédictin et évêque de Lodève |

### Année 1009
| No. | Image      | Nom                     | Dates         | Informations              |
| --- | ---------- | ----------------------- | ------------- | ------------------------- |
| 1   | sans cadre | Saint André Svorad      | vers 980-1009 | moine bénédictin polonais |
| 2   | sans cadre | Saint Bruno de Querfurt | vers 974-1009 | religieux allemand        |

## Années 1010

### Année 1010
| No. | Image      | Nom                     | Dates  | Informations                                    |
| --- | ---------- | ----------------------- | ------ | ----------------------------------------------- |
| 1   | sans cadre | Saint Ansfrid d'Utrecht | † 1010 | aristocrat lotharingien devenu évêque d'Utrecht |

### Année 1011
| No. | Image      | Nom                       | Dates         | Informations          |
| --- | ---------- | ------------------------- | ------------- | --------------------- |
| 1   | sans cadre | Saint Willigis de Mayence | vers 940-1011 | archevêque de Mayence |

### Année 1012
| No. | Image      | Nom                         | Dates             | Informations                                                            |
| --- | ---------- | --------------------------- | ----------------- | ----------------------------------------------------------------------- |
| 1   | sans cadre | Saint Alphège de Cantorbéry | vers 953/954-1012 | moine bénédictin, puis évêque de Winchester et archevêque de Cantorbéry |
| 2   | sans cadre | Saint Colman de Stockerau   | † 1012            | moine irlandais ou écossais                                             |
| 3   | sans cadre | Saint Guidon d'Anderlecht   | vers 950-1012     | « le pauvre d'Anderlecht »                                              |

### Année 1016
| No. | Image      | Nom                    | Dates  | Informations         |
| --- | ---------- | ---------------------- | ------ | -------------------- |
| 1   | sans cadre | Saint Eadnoth le Jeune | † 1016 | évêque de Dorchester |

### Année 1018
| No. | Image      | Nom                        | Dates  | Informations                 |
| --- | ---------- | -------------------------- | ------ | ---------------------------- |
| 1   | sans cadre | Saint Germain de Talloires | † 1018 | moine et ermite à Talloires. |

## Années 1020

### Année 1021
| No. | Image      | Nom                       | Dates         | Informations          |
| --- | ---------- | ------------------------- | ------------- | --------------------- |
| 1   | sans cadre | Saint Héribert de Cologne | vers 970-1012 | archevêque de Cologne |

### Année 1022
| No. | Image      | Nom                          | Dates         | Informations         |
| --- | ---------- | ---------------------------- | ------------- | -------------------- |
| 1   | sans cadre | Saint Bernward de Hildesheim | vers 960-1022 | évêque de Hildesheim |

### Année 1024
| No. | Image      | Nom            | Dates    | Informations             |
| --- | ---------- | -------------- | -------- | ------------------------ |
| 1   | sans cadre | Saint Henri II | 973-1024 | empereur du Saint-Empire |

### Année 1027
| No. | Image      | Nom                      | Dates         | Informations                         |
| --- | ---------- | ------------------------ | ------------- | ------------------------------------ |
| 1   | sans cadre | Saint Romuald de Ravenne | vers 950-1027 | moine fondateur de l'ordre camaldule |

### Année 1028
| No. | Image      | Nom                       | Dates         | Informations                   |
| --- | ---------- | ------------------------- | ------------- | ------------------------------ |
| 1   | sans cadre | Saint Fulbert de Chartres | vers 970-1028 | écolâtre et évêque de Chartres |

## Années 1030

### Année 1030
| No. | Image      | Nom                      | Dates         | Informations   |
| --- | ---------- | ------------------------ | ------------- | -------------- |
| 1   | sans cadre | Saint André Svorad       | 980-1030      | moine polonais |
| 2   | sans cadre | Saint Olaf II de Norvège | vers 995-1030 | roi de Norvège |

### Année 1031
| No. | Image      | Nom                         | Dates     | Informations                         |
| --- | ---------- | --------------------------- | --------- | ------------------------------------ |
| 1   | sans cadre | Saint Émeric de Hongrie     | 1007-1031 | fils de saint Étienne Ier de Hongrie |
| 2   | sans cadre | Saint Guillaume de Volpiano | 961-1031  | moine bénédictin et reformateur      |

### Année 1033
| No. | Image      | Nom                            | Dates         | Informations                                                            |
| --- | ---------- | ------------------------------ | ------------- | ----------------------------------------------------------------------- |
| 1   | sans cadre | Sainte Cunégonde de Luxembourg | vers 975-1033 | reine de Germanie, duchesse de Bavière puis impératrice du Saint-Empire |

### Année 1035
| No. | Image      | Nom                     | Dates             | Informations    |
| --- | ---------- | ----------------------- | ----------------- | --------------- |
| 1   | sans cadre | Saint Armengol d'Urgell | † 1035            | évêque d'Urgell |
| 2   | sans cadre | Saint Siméon de Trèves  | vers 980/990-1035 | moine et ermite |

### Année 1036
| No. | Image      | Nom                  | Dates         | Informations        |
| --- | ---------- | -------------------- | ------------- | ------------------- |
| 1   | sans cadre | Bienheureux Meinwerk | vers 975-1036 | évêque de Paderborn |

### Année 1038
| No. | Image      | Nom                          | Dates         | Informations                           |
| --- | ---------- | ---------------------------- | ------------- | -------------------------------------- |
| 1   | sans cadre | Saint Étienne Ier de Hongrie | vers 975-1038 | fondateur et roi du Royaume de Hongrie |
| 2   |            | Saint Æthelnoth              | † 1038        | archevêque de Cantorbéry               |
| 3   | sans cadre | Saint Gothard de Hildesheim  | 960-1038      | évêque de Hildesheim                   |

## Années 1040

### Année 1045
| No. | Image      | Nom                        | Dates          | Informations                           |
| --- | ---------- | -------------------------- | -------------- | -------------------------------------- |
| 1   | sans cadre | Saint Brunon de Wurtzbourg | vers 1005-1045 | évêque de Wurtzbourg                   |
| 2   | sans cadre | Sainte Emma de Gurk        | vers 980-1045  | dame noble et fondatrice de monastères |
| 3   | sans cadre | Saint Siegfried de Suède   | vers 995-1045  | saint patron de la Suède               |

### Année 1046
| No. | Image      | Nom                    | Dates    | Informations     |
| --- | ---------- | ---------------------- | -------- | ---------------- |
| 1   | sans cadre | Saint Gérard de Csanád | 980-1046 | moine bénédictin |

### Année 1048
| No. | Image      | Nom                      | Dates         | Informations     |
| --- | ---------- | ------------------------ | ------------- | ---------------- |
| 1   | sans cadre | Saint Odilon de Cluny    | vers 962-1048 | abbé de Cluny    |
| 2   | sans cadre | Saint Poppon de Stavelot | 978-1048      | moine bénédictin |

## Années 1050

### Année 1050
| No. | Image | Nom           | Dates  | Informations                                                                 |
| --- | ----- | ------------- | ------ | ---------------------------------------------------------------------------- |
| 1   |       | Saint Eadsige | † 1050 | archevêque de Cantorbéry qui couronne Édouard le Confesseur roi d'Angleterre |

### Année 1054
| No. | Image      | Nom                                            | Dates     | Informations      |
| --- | ---------- | ---------------------------------------------- | --------- | ----------------- |
| 1   | sans cadre | Saint Hermann Contract ou Hermann de Reichenau | 1013-1054 | moine et écolâtre |
| 2   | sans cadre | Saint Léon IX                                  | 1002-1054 | pape              |

## Années 1060

### Année 1060
| No. | Image      | Nom                            | Dates        | Informations                                         |
| --- | ---------- | ------------------------------ | ------------ | ---------------------------------------------------- |
| 2   | sans cadre | Bienheureuse Gisèle de Bavière | † avant 1060 | épouse d'Étienne Ier et la première reine de Hongrie |

### Année 1066
| No. | Image      | Nom                         | Dates          | Informations                            |
| --- | ---------- | --------------------------- | -------------- | --------------------------------------- |
| 1   | sans cadre | Saint Ariald de Carimate    | 1010-1060      | réformateur des mœurs du clergé à Milan |
| 2   | sans cadre | Saint Édouard le Confesseur | vers 1004-1066 | Roi d'Angleterre                        |
| 3   | sans cadre | Saint Gottschalk            | † 1066         | prince des Abodrites                    |
| 4   | sans cadre | Saint Thibaut de Provins    | 1039-1066      | pèlerin et ermite                       |

### Année 1067
| No. | Image      | Nom                     | Dates  | Informations        |
| --- | ---------- | ----------------------- | ------ | ------------------- |
| 1   | sans cadre | Saint Maurille de Rouen | † 1067 | archevêque de Rouen |

### Année 1068
| No. | Image      | Nom               | Dates               | Informations     |
| --- | ---------- | ----------------- | ------------------- | ---------------- |
| 1   | sans cadre | Saint Íñigo d’Oña | vers 1000-1068/1071 | moine bénédictin |

### Année 1069
| No. | Image      | Nom                 | Dates  | Informations             |
| --- | ---------- | ------------------- | ------ | ------------------------ |
| 1   | sans cadre | Saint Eskil de Tuna | † 1069 | missionnaire anglo-saxon |

## Années 1070

### Année 1070
| No. | Image      | Nom                        | Dates               | Informations |
| --- | ---------- | -------------------------- | ------------------- | ------------ |
| 1   | sans cadre | Sainte Godelieve de Gistel | vers 1045/1049-1070 | sainte belge |

### Année 1072
| No. | Image      | Nom                 | Dates          | Informations           |
| --- | ---------- | ------------------- | -------------- | ---------------------- |
| 1   | sans cadre | Saint Pierre Damien | vers 1007-1072 | moine-ermite camaldule |

### Année 1073
| No. | Image      | Nom                      | Dates        | Informations                                 |
| --- | ---------- | ------------------------ | ------------ | -------------------------------------------- |
| 1   | sans cadre | Saint Dominique de Silos | 1000-1073    | ermite, puis moine bénédictin                |
| 2   | sans cadre | Saint Jean Gualbert      | 995/999-1073 | abbé et fondateur de l'Ordre de Vallombreuse |

### Année 1075
| No. | Image      | Nom                       | Dates          | Informations          |
| --- | ---------- | ------------------------- | -------------- | --------------------- |
| 1   | sans cadre | Saint Annon II de Cologne | vers 1010-1075 | archevêque de Cologne |

### Année 1076
| No. | Image      | Nom                      | Dates          | Informations      |
| --- | ---------- | ------------------------ | -------------- | ----------------- |
| 1   | sans cadre | Saint Liébert de Cambrai | vers 1010-1076 | évêque de Cambrai |

### Année 1079
| No. | Image      | Nom                           | Dates     | Informations                         |
| --- | ---------- | ----------------------------- | --------- | ------------------------------------ |
| 1   | sans cadre | Saint Stanislas de Szczepanów | 1030-1079 | martyr et saint patron de la Pologne |

## Années 1080

### Année 1081
| No. | Image      | Nom                                                                 | Dates                  | Informations                                                   |
| --- | ---------- | ------------------------------------------------------------------- | ---------------------- | -------------------------------------------------------------- |
| 1   | sans cadre | Saint Bernard de Menthon (ou Bernard d'Aoste, Bernard du Mont-Joux) | vers 1020-1081 ou 1086 | moine bénédictin et fondateur d'hospice du Grand-Saint-Bernard |

### Année 1082
| No. | Image | Nom                  | Dates     | Informations                                 |
| --- | ----- | -------------------- | --------- | -------------------------------------------- |
| 1   |       | Saint Simon de Vexin | 1048-1082 | aristocrate français devenu moine bénédictin |

### Année 1085
| No. | Image      | Nom                | Dates               | Informations                 |
| --- | ---------- | ------------------ | ------------------- | ---------------------------- |
| 1   | sans cadre | Saint Grégoire VII | vers 1015/1020-1085 | moine bénédictin devenu pape |

### Année 1086
| No. | Image      | Nom                       | Dates          | Informations                  |
| --- | ---------- | ------------------------- | -------------- | ----------------------------- |
| 1   | sans cadre | Saint Anselme de Lucques  | vers 1036-1086 | cardinal et évêque de Lucques |
| 2   | sans cadre | Saint Knut IV de Danemark | vers 1040-1086 | roi du Danemark               |

### Année 1087
| No. | Image      | Nom                                                | Dates     | Informations     |
| --- | ---------- | -------------------------------------------------- | --------- | ---------------- |
| 1   | sans cadre | Saint Arnoult de Soissons (ou Arnoult d'Audenarde) | 1040-1086 | moine bénédictin |
| 2   | sans cadre | Saint Victor III                                   | 1027-1087 | pape             |

## Années 1090

### Année 1090
| No. | Image      | Nom                           | Dates          | Informations         |
| --- | ---------- | ----------------------------- | -------------- | -------------------- |
| 1   | sans cadre | Saint Adalbéron de Wurtzbourg | vers 1010-1090 | évêque de Wurtzbourg |

### Année 1093
| No. | Image      | Nom                        | Dates     | Informations     |
| --- | ---------- | -------------------------- | --------- | ---------------- |
| 1   | sans cadre | Sainte Marguerite d'Écosse | † 1093    | reine d'Écosse   |
| 2   | sans cadre | Saint Ulric de Ratisbonne  | 1029-1093 | moine bénédictin |

### Année 1094
| No. | Image      | Nom                                          | Dates     | Informations |
| --- | ---------- | -------------------------------------------- | --------- | ------------ |
| 1   | sans cadre | Saint Nicolas le Pèlerin ou Nicolas de Trani | 1075-1094 | pèlerin grec |

### Année 1095
| No. | Image      | Nom                           | Dates          | Informations                |
| --- | ---------- | ----------------------------- | -------------- | --------------------------- |
| 1   | sans cadre | Saint Ladislas Ier de Hongrie | vers 1040-1095 | roi de Hongrie              |
| 2   | sans cadre | Saint Gérard de Corbie        | vers 1025-1095 | moine, puis abbé bénédictin |
| 3   | sans cadre | Saint Wulfstan                | vers 1008-1095 | évêque de Worcester         |

### Année 1097
| No. | Image      | Nom                     | Dates  | Informations     |
| --- | ---------- | ----------------------- | ------ | ---------------- |
| 1   | sans cadre | Saint Aleaume de Burgos | † 1097 | moine bénédictin |

### Année 1099
| No. | Image      | Nom                       | Dates          | Informations                                        |
| --- | ---------- | ------------------------- | -------------- | --------------------------------------------------- |
| 1   | sans cadre | Saint Gautier de Pontoise | vers 1030-1099 | moine bénédictin                                    |
| 2   | sans cadre | Saint Osmond de Sées      | † 1099         | évêque de Salisbury et lord chancelier d'Angleterre |
| 3   | sans cadre | Bienheureux Urbain II     | 1041-1099      | pape                                                |